# Jiří Růžek
Jiří Růžek es un fotógrafo checo (nacido en Litoměřice (entonces Checoslovaquia), una pintoresca villa en el norte de Bohemia, el 29 de agosto de 1967) especialista en desnudo artístico y glamour y 3D anaglifos.

## Biografía
- De 1981 a 1985 estudió en el Gymnazium de Litoměřice y comenzó a tocar el bajo y a cantar en varios grupos de folk, rock y jazz.
- En 1995 (con 28 años) hizo fotografías para la carátula de un álbum del grupo Please Don't Care.
- Siguió realizando fotos para otros grupos y finalmente le preguntó a su amiga Martina Cyrkvova, modelo de pasarela, si quería hacer una sesión fotográfica y esto abrió un nuevo mundo para él.
- En 2004 se trasladó a Praga para vivir y trabajar allí.
- En 2005 terminó de tocar en grupos.
- Aunque explora diferentes estilos, es en el blanco y negro donde centra su trabajo.
- Convierte sus fotografías en micro historias, con una sutil y delicada sensualidad cargada de erotismo.

## Premios
Ha recibido varios premios en distintas revistas de fotografía:
- Akty X 2009 – 1º premio en desnudo de la revista Reflex.[2][3][4]
- Základní instinkt 2010 - 1º premio en desnudo en la semifinal de primavera de la revista Instinkt.[5][6]

## Exposiciones
- 1. Holešovická kavárna 2006, Praga
- Jiří Růžek - Akty 2007 (1. Holešovická kavárna Praga)
- Designblok 2009 (Superstudio A4 Holešovický pivovar, Praga)[7]
- Prague Photo 2010 (Výstavní síň Mánes, Praga)[8]
- Jiří Růžek - Holky v altánu 2010 (Viniční altán, Praga)[9][10]
- Maximální fotografie 2010 (Zámek Rudoltice v Čechách)[11]
- Jiří Růžek - V lůně středohoří 2010 (Fotogalerie Na Baště Litoměřice)[12]
- Digiforum 2010 (Clarion Congress Hotel, Praga, con Jan Saudek, Robert Vano etc)[13]
- Art For Sue Ryder 2010 (Sue Ryder, Praga)[14]
- Základní Instinkt/Basic Instinct 2010 (Malostranská Beseda, Praga)[15]
- Základní Instinkt/Basic Instinct 2011 (Langhans Gallery, Praga)[16]
- Naked in Algarve, 2011 (Galeria Arte Algarve, Lagoa, Portugal)[17]
- Feira de arte Arte Algarve IV, 2011 (Única - Adega Cooperativa do Algarve em Lagoa, Lagoa, Portugal)[18][15]

## Libros
- Transit (2009, Euphoria Factory, Japón) ISBN 978-4-06-379405-2
- Nude Photography (2010, Loft Publications, España/Frechmann GmbH., Alemania) ISBN 978-84-92731-00-8
- Dame tus ojos (2011, Random House Mondadori, España) ISBN 978-84-253-4574-6
- Fetish Fantasies (2011, Feierabend Unique Books, Alemania) ISBN 978-3-939998-77-8
- Pussymania (2011, Edition Skylight, Suiza) ISBN 978-3-03766-622-7

## Galería

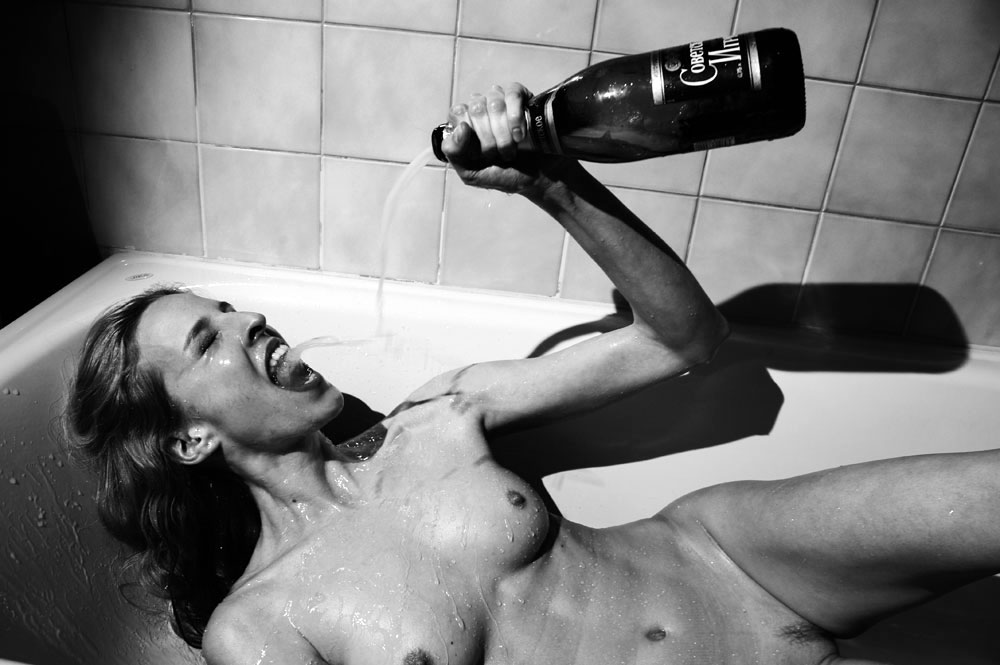
Jiří Růžek: Sovetskoe Igristoe, 2010, Základní instinkt 2010 - 1º premio en desnudo en la semifinal de primavera de la revista Instinkt
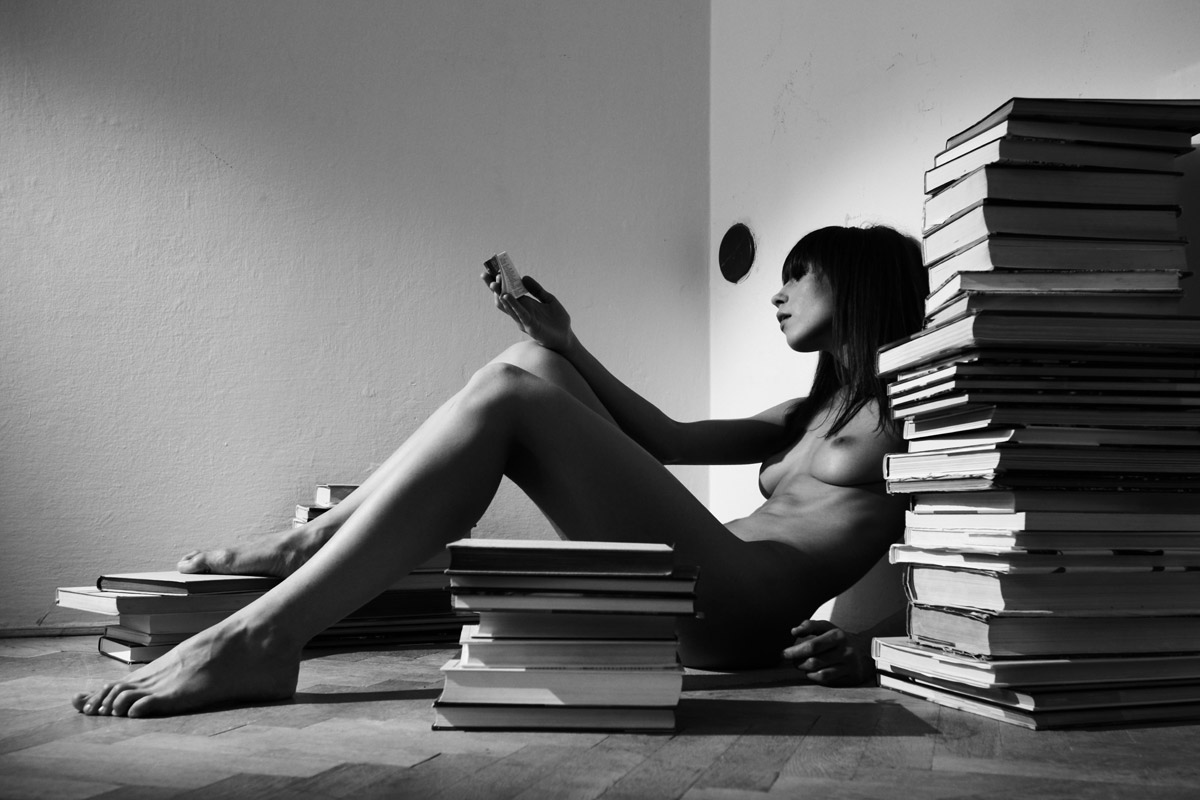
Jiří Růžek: Bookworm, 2010
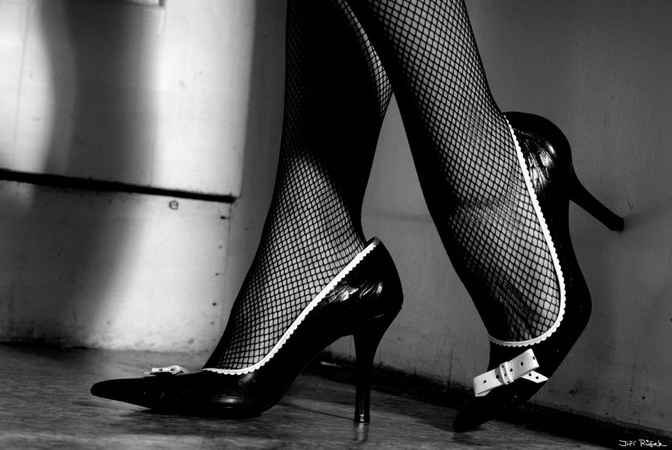
Jiří Růžek: Network, 2007
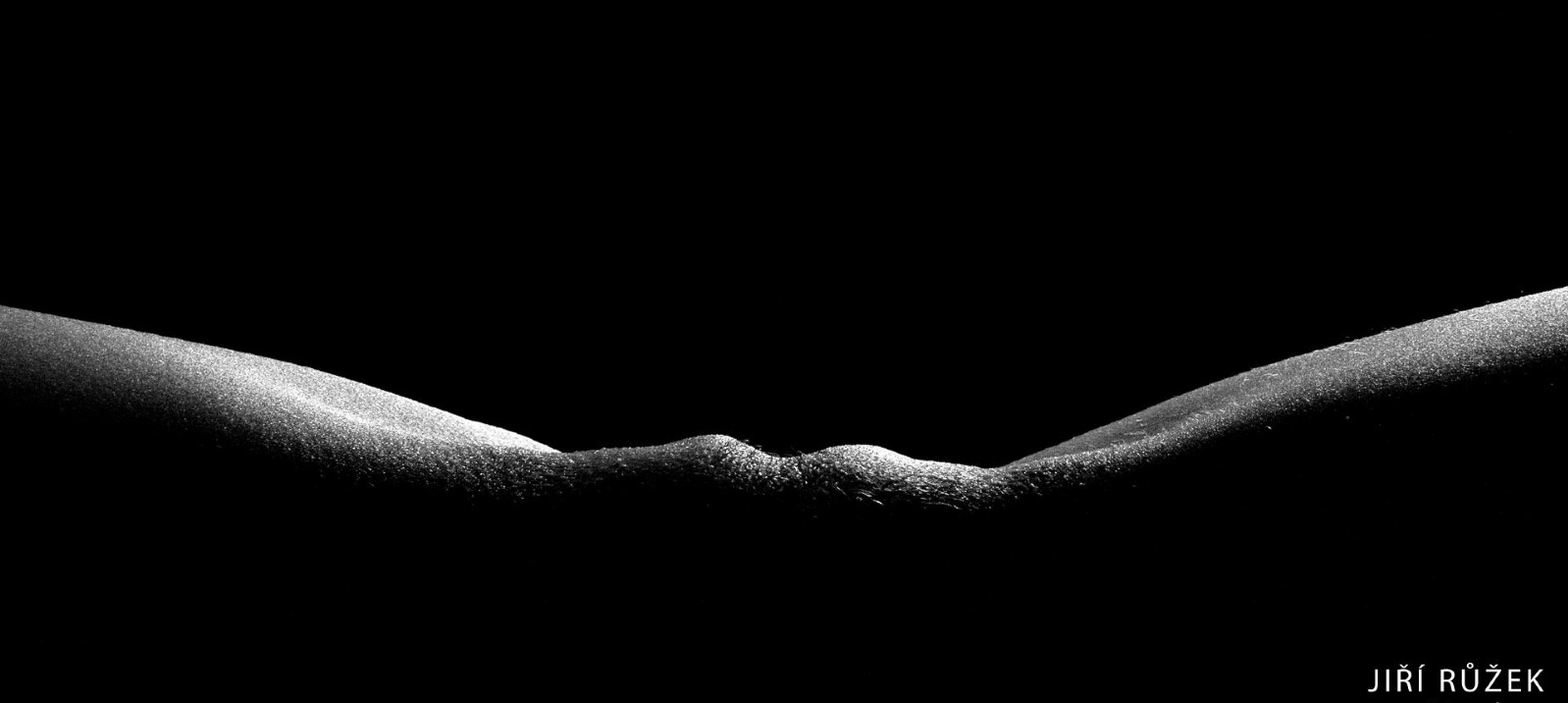
Jiří Růžek: České Středohoří, 2006, Akty X 2009 – 1º premio en desnudo de la revista Reflex
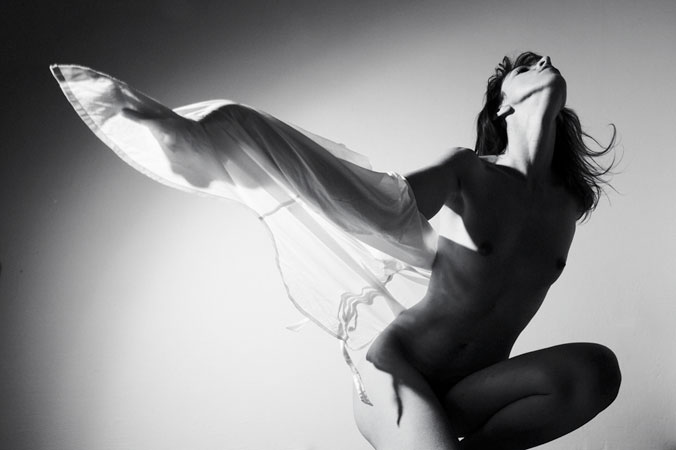
Jiří Růžek: Isis, 2009
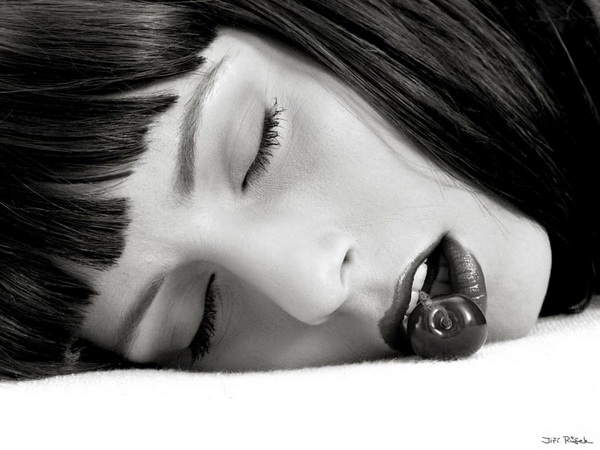
Jiří Růžek: Portrait, 2004
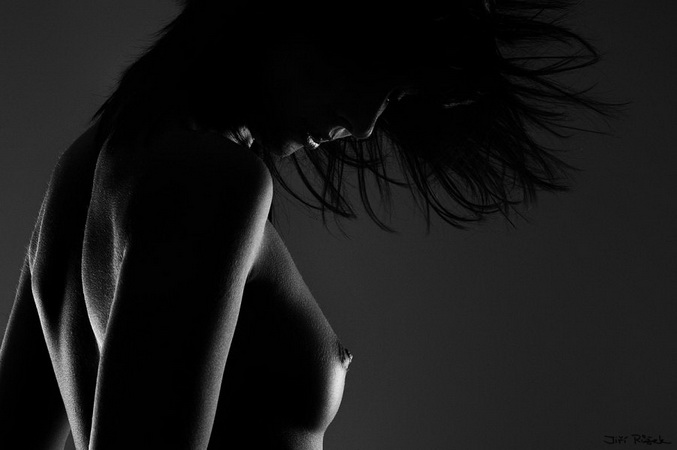
Jiří Růžek: Emma, 2007
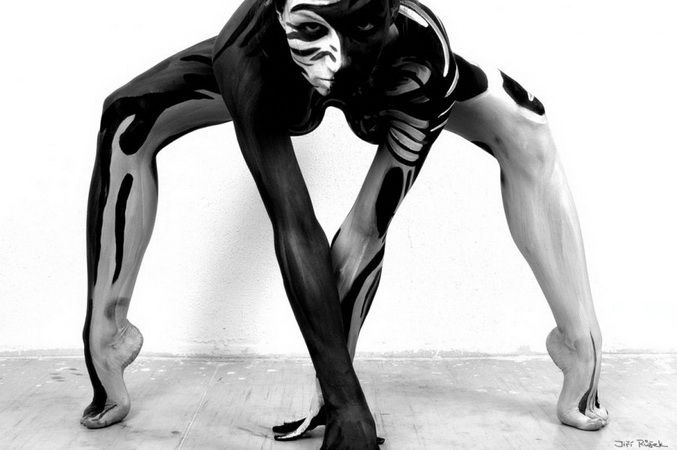
Jiří Růžek: Bodypainting, 2004
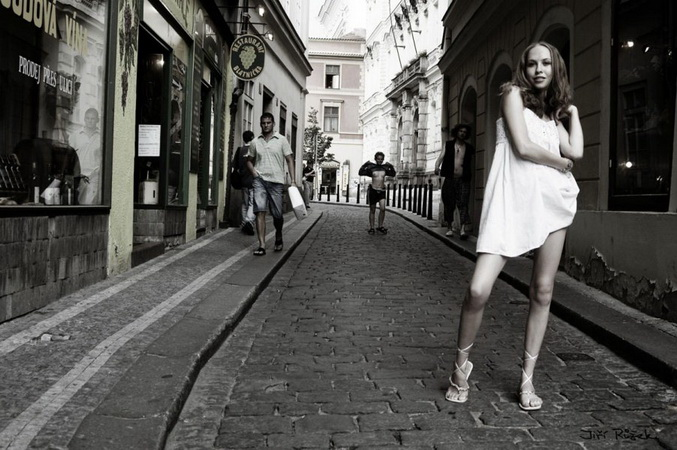
Jiří Růžek: Street Glamour, 2005
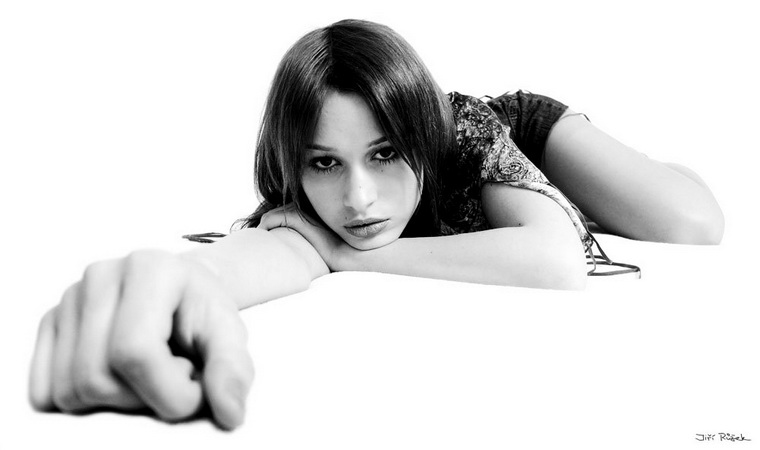
Jiří Růžek: Superwoman, 2004
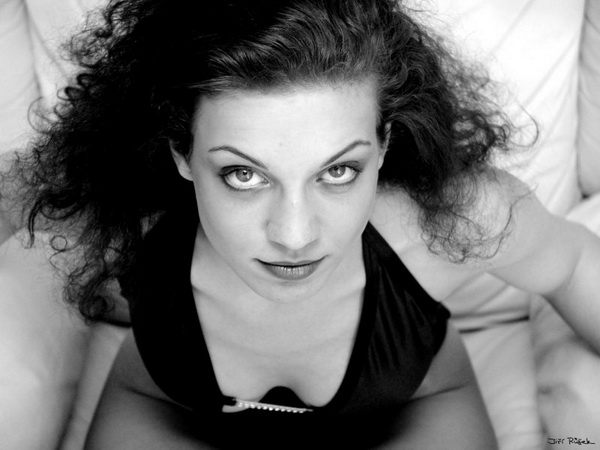
Jiří Růžek: Portrait, 2005
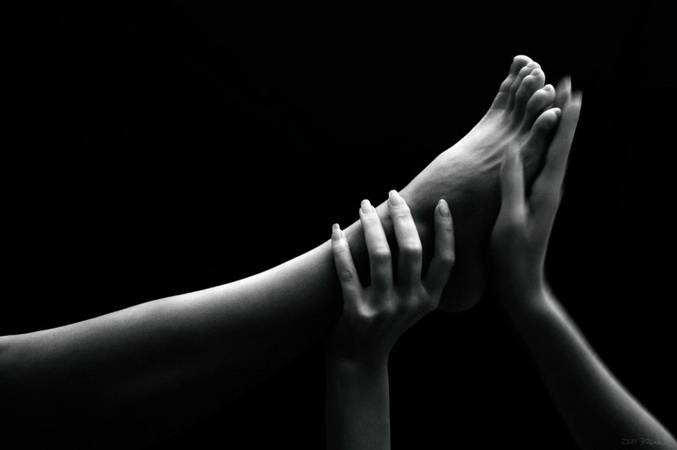
Jiří Růžek: Closeness, 2005

## Citas
- "La belleza del cuerpo de una mujer va de la mano con los secretos de su alma y no puedes verlos separadamente." - Entrevista a Jiri Ruzek en Univers d'Artistes, 26. 11. 2007[19]